# St. Sebastian (Steinsfeld, Wonfurt)

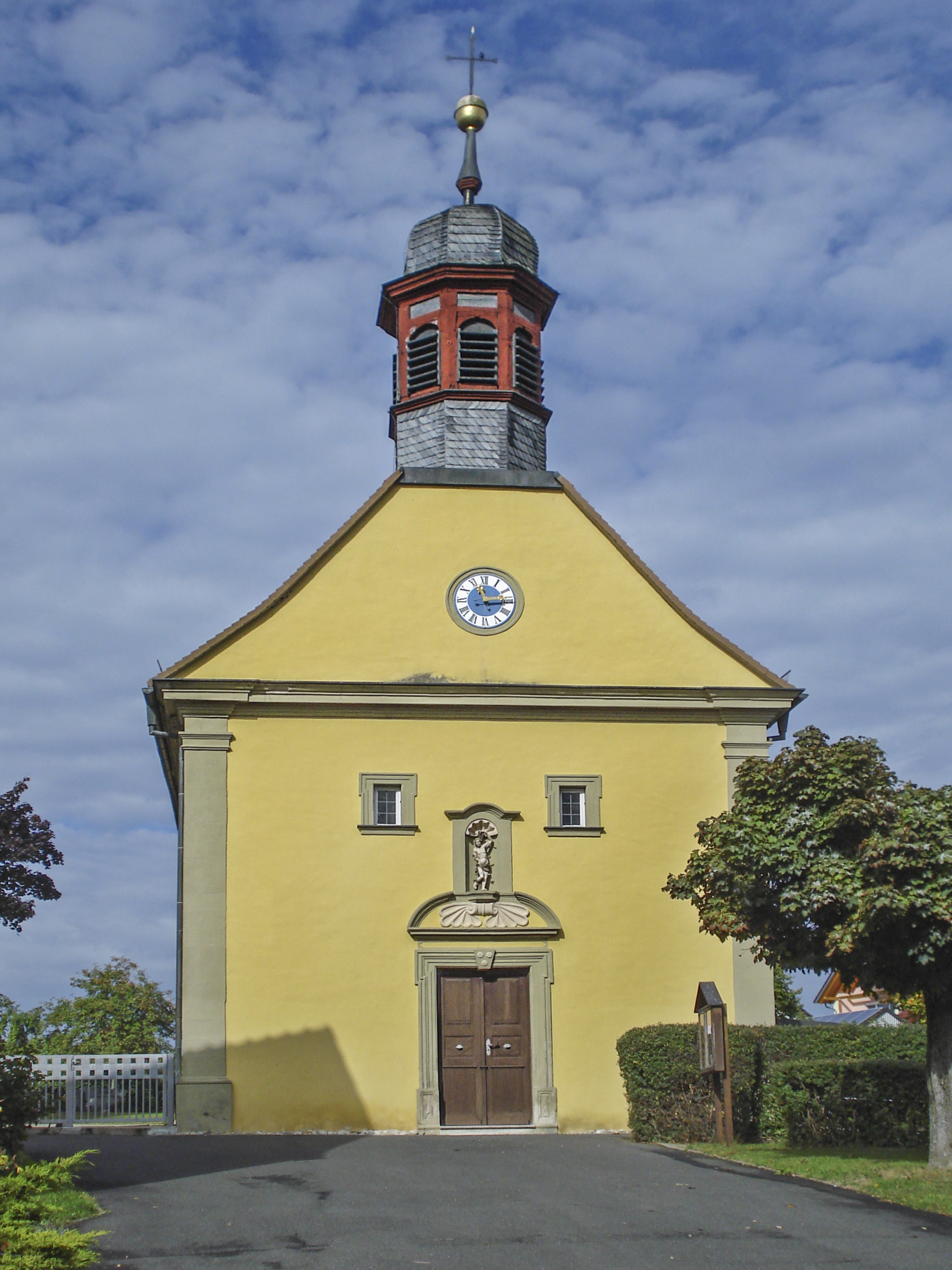
St. Sebastian (Steinsfeld, Wonfurt)

Die römisch-katholische Pfarrkirche St. Sebastian steht in Steinsfeld, einem Gemeindeteil von Wonfurt im unterfränkischen Landkreis Haßberge in Bayern. Das denkmalgeschützte Bauwerk entstand Anfang des 18. Jahrhunderts. Die Pfarrei gehört zur Pfarreiengemeinschaft Theres im Dekanat Haßberge des Bistums Würzburg.

## Beschreibung
Die Saalkirche aus einem Langhaus und einem eingezogenen, dreiseitig geschlossenen Chor im Westen wurde 1722 anstelle eines Vorgängerbaus errichtet. Aus dem Satteldach des Langhauses erhebt sich unmittelbar hinter der Fassade im Osten ein achteckiger, schiefergedeckter Dachreiter, der den Glockenstuhl beherbergt und mit einer Zwiebelhaube bedeckt ist. Das Portal in der Fassade ist mit einem Sprenggiebel bedeckt, in einer Nische steht die Statue des Heiligen Sebastian. Zur Kirchenausstattung gehört eine laut Inschrift 1609 gebaute Kanzel, d. h. sie stammt aus dem Vorgängerbau. Die Orgel mit sieben Registern, einem Manual und einem Pedal wurde 1975 von der Hoffmann Orgelbau errichtet.